# Mao Tấn
Mao Tấn (chữ Hán:毛晋; 1599 – 1659) tên thật Phượng Bao, sau đổi thành Tấn, tự Tử Tấn, hiệu Tiềm Tại, Ẩn Hồ, tên nhà Lục Quân Đình, Cấp Cổ Các, quê quán ở cầu Thất Tinh (còn gọi là bến Tào Gia) hồ Côn Thừa, Thường Thục, Giang Tô, là nhà tàng thư cuối thời Minh đầu thời Thanh, lập ra gác Cấp Cổ khắc in sách vở nổi danh lưu truyền hậu thế. 

## Tiểu sử
Mao Tấn chào đời vào ngày 5 tháng Giêng năm Vạn Lịch thứ 27 (1599), thuở nhỏ theo học Tiền Khiêm Ích. Năm mười ba tuổi làm chư sinh, năm hai mươi sáu tuổi được chọn làm bác sĩ chư sinh, về sau thi hội không được như ý muốn. Ông vốn là người hiếu cổ bác lãm, rất thích các thư tịch quý, dốc hết tiền của ra mua những cuốn sách hay ở trong nước, tàng trữ được tất cả hơn 84.000 cuốn, phần nhiều là những cuốn sách hay thời Tống, Nguyên, xây dựng gác Cấp Cổ, lầu Mục Canh, để tàng trữ sách.
Ông từng sửa chữa khắc in: Thập tam kinh (十三经), Thập thất sử (十七史), Tân đãi bí thư (津逮秘书), Lục thập chủng khúc (六十种曲), là nhà tư gia in khắc sách nhiều nhất trong các thời đại,  tính thích sao lục những cuốn sách bí truyền hiếm thấy, sao chép rất đẹp mà người đời sau gọi là "Mao sao" (毛钞). Trứ tác rất nhiều gồm có: Mao thi lục sơ quảng yếu (毛诗陆疏广要), Tô mễ chí lâm (苏米志林), Hải ngu cổ kim văn uyển (海虞古今文苑), Mao thi danh vật khảo (毛诗名物考), Minh thi kỷ sự (明诗纪事) và Ẩn hồ đề bạt (隐湖题跋).
Mao Tấn dành cả đời mình để khắc in sách,  sau khi làm xong cuốn Thập tam kinh và Thập thất sử từng nói rằng: "Nhìn lại ba mươi năm từ hồi Đinh Mão, pho sách chất đống, vàng thau lẫn lộn, mùa hè không biết nóng, mùa đông không biết lạnh, ban ngày chẳng ra ngoài, ban đêm không đi đâu, đầu như tuyết cho đến nay, mắt như sương mù, chưa dừng lại nghỉ ngơi, chợt nhớ lời mẹ dặn". Vào những năm cuối đời, ông từng nói với con trai mình là Mao Ỷ rằng: "Ta tằn tiện cơm áo, huống hồ khắc in sách là việc cấp bách, sách hiện nay có hơn mười vạn quyển, thực là nhiều vậy".      
Mao Tấn tổng cộng có năm người con trai là Mao Tương, Mao Bao, Mao Cổn, Mao Biểu và Mao Ỷ. Cậu con út là Mao Ỷ kế thừa sự nghiệp của cha mình và tiếp tục khắc in sách.